# Société secrète de la royauté
Pour plus de détails, voir Fiche technique et Distribution.
Société secrète de la royauté (Secret Society of Second-Born Royals) est un film américain réalisé par Anna Mastro. Le film est sorti sur Disney+ le 25 septembre 2020.

## Synopsis
Sam, une adolescente rebelle, possède sans le savoir des superpouvoirs comme tous les enfants royaux placés au second rang dans l'ordre de succession. Fille des souverains d'Illyria, un micro-État insulaire d'Europe du Nord, elle a bien du mal à se plier au protocole, préférant tracer sa propre voie. Contrairement à sa sœur aînée Eleanor - qui semble parée de toutes les qualités et deviendra un jour reine - elle préfère participer à des manifestations illégales avec sa bande ou faire la fête plutôt que de s'investir dans la vie du palais. Lassée de l'attitude de sa fille, la reine Catherine l'envoie suivre des cours d'été où Sam fait la connaissance de quatre autres adolescents dans sa situation – Tuma, Roxana, Avril et Matteo – et découvre avec stupeur ses superpouvoirs. Le groupe est bientôt invité à intégrer les rangs d'une société secrète chargée de maintenir la paix dans les royaumes depuis des générations. Avec l'aide de leur professeure, et animés par le sentiment d'avoir enfin des responsabilités, Sam et ses camarades vont devoir apprendre la maîtrise de ces pouvoirs et la collaboration pour sauver le monde de bien terribles menaces...

## Distribution
- Peyton Elizabeth Lee (VF : Léopoldine Serre) : Princesse Samantha, dite « Sam »[1]
  - Julianna Marie Neo : Sam à 5 ans
- Niles Fitch (VF : Geoffrey Loval) : Prince Tuma
- Isabella Blake-Thomas (VF : Clara Soares) : Princesse Avril (January en VO)
- Olivia Deeble (VF : Kelly Marot) : Princesse Roxana
- Noah Lomax (VF : Julien Crampon) : Mike Kleinberg, le meilleur ami de Sam
- Faly Rakotohavana (VF : Oscar Douieb) : Prince Matteo
- Ashley Liao (VF : Geneviève Doang) : Princesse héritière Eleanor, la sœur aînée de Sam
  - Jessica Du : Eleanor à 8 ans
- Sam Page : Roi Robert, le père de Sam
- Élodie Yung (VF : Hélène Bizot) : Reine Catherine, la mère de Sam
- Skylar Astin (VF : Benjamin Pascal) : Professeur James Morrow
- Greg Bryk (VF : Yann Guillemot) : Détenu 34 / Prince Edmond, l'oncle de Sam
- Carlos Gonzalez-Vio : le père de Mike
- Sofia Pernas : Princesse Anna